# Biển Aral

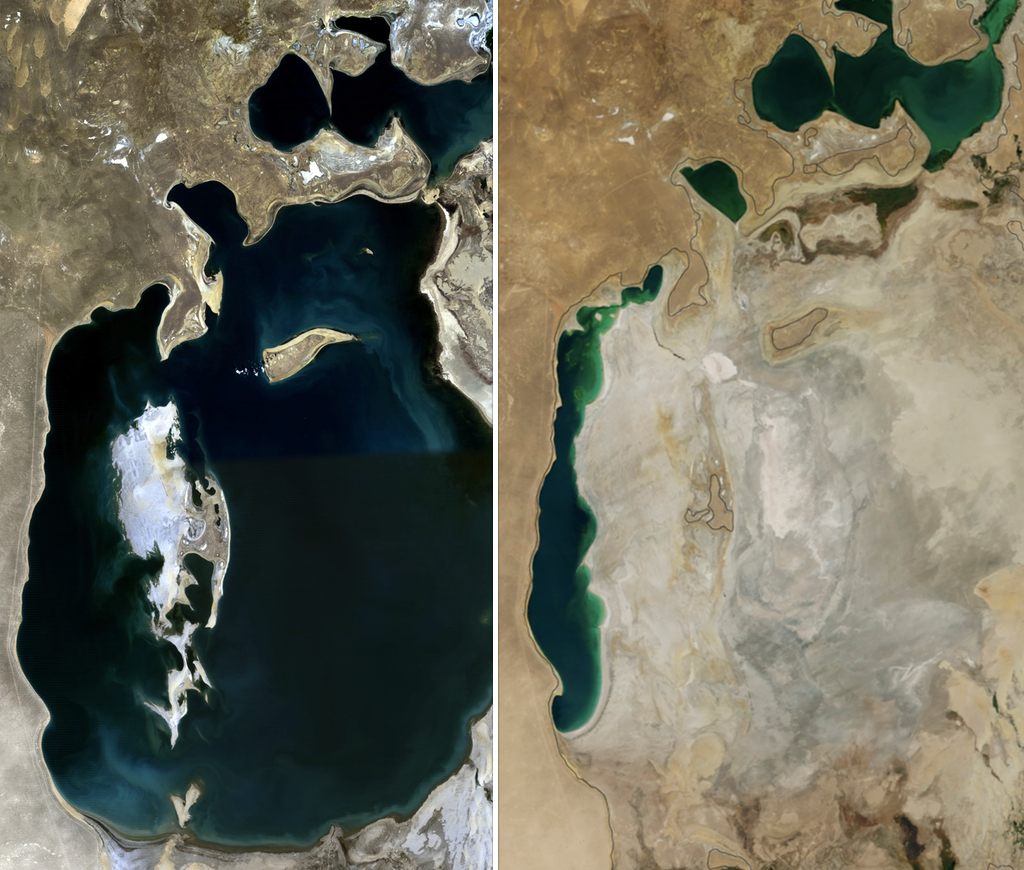
Biển Aral năm 1989 (trái) và 2014 (phải)

Quá trình thu hẹp của biển Aral từ năm 1960

Biển Aral (tiếng Kazakh: Арал Теңізі (Aral Tengizi), tiếng Uzbek: Orol dengizi, tiếng Nga: Аральскοе мοре (Aral'skoye more), tiếng Tajik: Баҳри Арал Bakhri Aral; tiếng Ba Tư: دریای خوارزم Daryâ-ye Khârazm) là một hồ nước mặn nằm ở biên giới giữa Uzbekistan và Kazakhstan. Vào trước những năm 1960, biển này có diện tích 68.000 km2, là thủy vực nội địa lớn thứ tư trên thế giới. Tên gọi Aral trong tiếng Kazakh có nghĩa là "đảo". Mặc dù gọi là biển nhưng đây thực chất là hồ tận cùng được cấp nước bởi hai con sông Syr Darya ở phía bắc và Amu Darya ở phía nam. Từ giữa thế kỷ 17 cho đến thập niên 1960, lượng nước của biển Aral được duy trì ổn định với dao động mực nước không quá 4,5 m.
Biển Aral hình thành muộn nhất vào khoảng 17.600 năm trước trong Pleistocen Muộn. Thời điểm 11.700 năm trước đã diễn ra sự trình đổi dòng của sông Amu Darya từ biển Caspi sang biển Aral. Từ đó, hai dòng sông này đã duy trì mực nước ổn định cho biển Aral đến những năm 1960. Biển Aral có khí hậu lục địa sa mạc, với biên độ nhiệt ban ngày lớn, mùa đông lạnh và mùa hè nóng. Lượng mưa trung bình năm chỉ khoảng 100 mm, xảy ra chủ yếu vào mùa xuân và mùa thu. Gió tây bắc chiếm ưu thế vào mùa thu và mùa đông. Gió tây và tây nam thống trị trong mùa xuân và mùa hè.
Năm 1960, bề mặt biển Aral nằm ở độ cao 53 m so với mực nước biển, biển bao phủ một diện tích 68.000 km2, chiều dài bắc–nam khoảng 435 km, chiều rộng đông–tây khoảng 290 km. Độ sâu trung bình khoảng 16 m, nhưng tăng dần về phía tây với độ sâu tối đa khoảng 69 m. Từ đầu thập niên 1960, Liên Xô đã sử dụng phần lớn lượng nước của sông Syr Darya và Amu Darya để tưới tiêu cho các vùng đất ở Uzbekistan, Kazakhstan, Turkmenistan và một số nơi khác ở Trung Á. Kể từ đó, mực nước và diện tích mặt biển Aral bị suy giảm mạnh. Trong thập kỷ 1980, vào những tháng mùa hè, hai con sông lớn hầu như khô cạn trước khi chảy đến hồ. Biển Aral bắt đầu co lại vì không còn được cấp đủ nước để cân bằng với lượng nước bị bốc hơi. Vào năm 1989, biển Aral đã rút xuống và hình thành hai phần riêng biệt, "biển Aral Lớn" ở phía nam và "biển Aral Nhỏ" ở phía bắc.
Đến năm 1987, mực nước biển Aral đã giảm gần 13 mét còn diện tích thì giảm 40%. Để ổn định mực nước của biển, chính phủ các quốc gia Trung Á đã đưa ra một số chính sách khuyến khích các hoạt động nông nghiệp sử dụng tiết kiệm nước từ sông Syr Darya và sông Amu Darya. Những chính sách đó đã phần nào giảm được lượng nước sử dụng nhưng nhìn chung không có tác động đáng kể đến lượng nước đổ vào biển Aral như trước đây. Năm 1994, các nước Kazakhstan, Turkmenistan, Uzbekistan, Kyrgyzstan và Tajikistan đã thành lập một ủy ban liên quốc gia nhằm phối hợp các nỗ lực để cứu biển Aral. Tuy nhiên, những nỗ lực này đã gặp nhiều trở ngại về cả chủ quan và khách quan.
Vào cuối thế kỷ 20, biển Aral đã rút xuống và hình thành ba hồ riêng biệt, biển Aral Lớn chia thành một hồ dài và hẹp ở phía tây cùng một hồ rộng hơn ở phía đông; và phần còn lại của biển Aral Nhỏ ở phía bắc. Mực nước đã giảm xuống còn 36 m so với mực nước biển. Lượng nước biển đã giảm đi 3/4 so với mức năm 1960. Biển Aral hầu như không nhận được lượng nước nào từ sông Amu Darya và sông Syr Darya. Vào đầu thế kỷ 21, phần phía đông của biển Aral đã bị suy giảm nghiêm trọng và rất nhanh chóng. Phần biển này đã bị giảm đi 4/5 diện tích chỉ trong vòng 3 năm (2006–2009). Trước tình hình đó, Ngân hàng Thế giới đã tài trợ cho việc xây dựng đập Kok-Aral (hoàn thành vào năm 2005) và các dự án trên sông Syr Darya để bảo tồn phần phía bắc của biển. Tuy nhiên, phần phía nam của cả khu vực phía đông và phía tây, đặc biệt là khu vực phía đông vẫn tiếp tục co lại, mặc dù được cấp một lượng nước từ phía bắc. Cuối cùng, khu vực phía đông của biển Aral đã bị khô hạn hoàn toàn sau năm 2010.
Sự thu hẹp nhanh chóng của biển Aral dẫn đến những hậu quả nghiệm trọng về môi trường sinh thái. Hàm lượng muối và khoáng chất tăng mạnh đến mức có thể giết chết nguồn lợi thủy sản và không còn thích hợp cho sinh hoạt. Một diện tích đáng kể của vùng đáy biển đã biến thành đầm lầy rồi sau thành sa mạc. Nghề cá ở biển Aral gần như đã bị phá sản. Các cảng ở phía đông bắc và phía nam ngày càng lùi xa vùng bờ. Khí hậu địa phương trở nên khắc nghiệt hơn. Chi phí y tế của người dân sống trong khu vực tăng mạnh, nhất là đối với cư dân ở phần phía nam. Những cơn gió thổi qua đáy biển lộ ra đã khiến cho khu vực này bị bụi độc hại, nhiễm muối, phân bón và thuốc trừ sâu. Hậu quả là dân cư tại khu vực này bị mắc bệnh ung thư vòm họng, bệnh thiếu máu và bệnh thận với tỷ lệ cao bất thường.
Tình cảnh của biển Aral có lẽ là thảm họa môi trường tiêu biểu nhất có nguyên nhân từ phát triển không bền vững. Cựu Tổng thư ký Liên Hợp Quốc Ban Ki-moon từng phát biểu rằng "đây rõ ràng là một trong những thảm họa môi trường tồi tệ nhất trên hành tinh".
Tiếng Việt còn gọi biển Aral là Hàm Hải

## Lịch sử
Từ năm 1918, chính quyền Liên Xô đã quyết định sẽ lấy nước từ hai con sông Amu Darya ở phía nam và Syr Darya ở phía đông bắc phục vụ tưới tiêu sa mạc trong vùng, biến vùng đất khô cằn quanh biển Aral thành những đồng lúa, dưa, ngũ cốc, và bông. Ngày nay Uzbekistan là một trong các quốc gia xuất khẩu bông hàng đầu thế giới.
Công việc đào kênh bắt đầu ở quy mô lớn những năm 1930. Nhiều kênh được đào đắp với chất lượng kém, gây thất thoát và bốc hơi nước; ước tính, có từ 30% dến 70% nước lãng phí từ kênh Qaraqum, kênh lớn nhất vùng Trung Á. Ngày nay, mới có 12% chiều dài kênh tưới tiêu ở Uzbekistan có khả năng ngăn nước thất thoát.
Vào những năm 1960 Liên Xô dưới thời Khruschev đã quyết định thay đổi hướng chảy của hai con sông chủ yếu cấu thành nên hồ Aral đó là Syr Darya và Amu Darya và xây nhiều đập tới tiêu để trồng bông cung cấp áo quần cho quân đội (vì bông vào những năm 60 của thế kỉ trước vô cùng đắt đỏ và nhu cầu từ nó rất lớn, nó còn được mệnh danh là "vàng trắng" trong thời kì đó) nên Liên Xô đã quyết định "tự cung tự cấp" dẫn đến quyết định thay đổi hiện trạng của hai con sông lớn nhằm cung cấp nước để cho người dân trong liên bang có thể trồng trọt được trên sa mạc, vì lẽ đó từ năm bắt đầu đến nay biển Aral liên tục bốc hơi mà không có nước bổ sung là biển hồ này ngày càng sa mạc hóa và chỉ còn 1 phần nhỏ so với trước đây.
Cho đến năm 1960, một lượng nước từ 20 đến 50 tỷ mét khối nước hàng năm được dẫn đến các cánh đồng thay vì chảy vào biển Aral. Mất một lượng nước bổ sung lớn, biển Aral bắt đầu co rút từ thập niên 1960. Từ 1961 đến 1970, mực nước biến Aral hạ thấp trung bình 20 cm mỗi năm. Đến những năm 1970, tốc độ tụt là 50–60 cm hàng năm, những năm 1980 là 80–90 cm. Việc sử dụng nước cho sản xuất, dù vậy, vẫn được ưu tiên, từ 1960 đến 1980, sản lượng bông tăng gần gấp đôi nhờ lượng nước đưa vào đồng tăng hai lần.
Từ thập niên 1960, biển Aral bắt đầu thu hẹp bởi các sông tiếp nước cho nó là Amu Darya và Syr Darya bị chuyển hướng cho mục đích tưới tiêu. Ngày nay, Aral bị ô nhiễm nặng nề, chủ yếu là hậu quả các vụ thử vũ khí, các dự án công nghiệp và phân bón hóa học dư thừa từ trước và sau khi Liên Xô sụp đổ.
Vấn đề sinh thái chủ yếu của biển Aral là nguồn nước tiếp cho nó bị sử dụng vào mục đích tưới tiêu. Từ 40 năm nay, biển Aral không ngừng co hẹp, từ một biển kín lớn thứ 4 thế giới, nó sẽ bốc hơi hoàn toàn trong vòng 10 năm. Điều này gây ra thảm họa sinh thái và kinh tế cho khu vực và chính môi trường biển.
Nhà nước Xô viết đã nhận biết thực tế trên từ rất sớm, ít ra là trước năm 1968 và chấp nhận việc biến mất của biển Aral như là một việc không tránh khỏi để đánh đổi lấy thành công trong lĩnh vực nông nghiệp và công nghiệp.

## Hiện tại
Biển Aral hiện này đã mất 60% diện tích mặt nước và 80% lượng nước. Năm 1960, nó là hồ lớn thứ tư thế giới với khoảng 68 nghìn km² và 1.100 tỷ mét khối nước (1.100 km^3 khối). Đến năm 1998, hồ chỉ còn đứng thứ 8 với diện tích 28.687 km². Trong cùng khoảng thời gian trên, nồng độ muối của hồ tăng từ 10g/lít lên 45g/lít. Năm 2004, diện tích hồ còn 17.160 km vuông, tương đương 25% diện tích ban đầu và vẫn thu hẹp.
Việc phát hiện nguồn nước ngầm đổ vào hồ gần đây cũng không bù đắp nổi lượng nước cần thiết để ngăn chặn sự mất nước. Nguồn bổ sung 4 tỷ m³ hàng năm này lớn hơn ước đoán trước đây. Đó là dòng nước từ các dãy núi Pamir và Thiên Sơn đổ vào qua các lớp địa tầng có cấu trúc đứt gãy ở đáy hồ.
Năm 1987, biển Aral bị phân cách thành hai bởi mực nước tụt xuống. Một kênh đào được hình thành để nối hai phần hồ nhưng đến năm 1999, kênh này đã không còn tác dụng khi nước tiếp tục hạ thấp. Năm 2003, phần hồ phía nam (Aral Nam) tiếp tục bị phân chia thành phần phía đông và phía tây. Cũng từ năm này, lượng nước mất mát khỏi phần hồ phía bắc (Aral Bắc) đã phần nào bị hạn chế.
Công việc khôi phục biển được thực hiện ở phần Aral Bắc. Các công trình tưới tiêu trên sông Syr Darya đã được cải thiện nhằm tăng lượng nước đổ vào biển. Tháng 10 năm 2003, chính phủ Kazakhstan thông báo kế hoạch xây con đập bê tông (đập Kokaral) ngăn cách hai nửa biển Aral (Bắc và Nam). Kể từ khi con đập hoàn thành tháng 8 năm 2005, mực nước ở Aral Bắc đã dâng lên, nồng độ muối giảm xuống. Tới năm 2006, mực nước biển Aral tăng lên đáng kể, sớm hơn cả dự kiến. Như trong một báo cáo, "chiếc đập đã nhanh chóng nâng mực nước ở biển Aral nhỏ (Aral Bắc) lên 125 foot từ mức 98 foot và có khả năng lên 138 foot". Nguồn cá đã trở lại, nhiều nhà quan sát, từng cho rằng Aral Bắc là một thảm họa môi trường, đã thật ngạc nhiên bởi những báo cáo năm 2006 về công nghiệp đánh bắt đã phục hồi nhờ đủ nước và những mẻ cá được xuất tới tận Ukraina. Sự khôi phục mang lại những đám mây tạo mưa vốn từ lâu vắng bóng cùng những thay đổi khí hậu nhỏ, dấy lên hi vọng cho khu vực nông nghiệp vốn bị cát lấn và hi vọng mở rộng trở lại của biển. Biển Aral trước đây cách thành phố từng là cảng Aralsk chừng 100 km về phía nam, giờ chỉ còn cách 25 km.
Phần biển Nam Aral - phần lớn nằm ở Uzbekistan vốn nghèo hơn, bị bỏ mặc cho số phận, song dự án ở phần Aral Bắc đã mang lại đôi chút hi vọng. Với việc có con đập ở Aral Bắc, nước tháo từ đây định kỳ bổ sung cho phần phía nam. Các cuộc thảo luận đang diễn ra về khả năng nối lại con kênh giữa phần bắc và nam. Aral Nam vẫn đang co ngót, để lại những vùng đất nhiễm muối, gây ra các trận bão cát, mùa đông trở nên lạnh hơn và mùa hè nóng hơn. Những nỗ lực hạn chế ảnh hưởng này là phủ xanh những vùng biển vừa rút.
Cho đến mùa hè 2003, phần biển Aral Nam mất đi nhanh hơn dự đoán. Ở những vùng nước sâu nhất của biển này, lớp nước dưới đáy mặn hơn lớp nước mặt và không hòa tan với nhau nữa. Vì thế chỉ phần nước mặt bị đốt nóng dưới ánh mặt trời và nó bay hơi nhanh hơn tính toán. Theo những số liệu gần đây, phần phía tây của biển Aral Nam sẽ biến mất trong vòng 15 năm, phần phía đông sẽ tiếp tục tồn tại nhưng cũng không chắc về số phận của nó nữa.
Hệ sinh thái của biển Aral và những châu thổ sông đổ nước vào nó gần như bị hủy diệt, không chỉ bởi nồng độ muối rất cao. Biển rút đi để lại những vùng đất mênh mông bị phủ bởi muối và hóa chất độc, những thứ này rồi bị gió đưa đi quanh vùng dưới dạng bụi. Đất đai quanh biển Aral đã bị ô nhiễm nặng nề và người dân sống trong vùng thiếu nước sạch, gánh chịu các vấn đề sức khỏe như một số dạng ung thư và các bệnh phổi. Mùa màng bị tàn phá bởi muối xâm nhập vào đất. Thị trấn Moynaq ở Uzbekistan đã từng có cầu cảng và công nghiệp đánh bắt cá tấp nập sử dụng 60.000 lao động, nay nằm cách biển nhiều dặm đường. Các thuyền đánh bắt cá nằm rải rác trên bờ, có nhiều cái đã ở đây 20 năm. Chỉ còn một công ty đánh bắt sống sót nhờ nguồn cá từ biển Baltic cách đó hàng ngàn km.
Thảm họa của biển Aral đã được đưa lên phim ảnh.

## Những giải pháp khả dĩ
Nhiều giải pháp khác nhau đối phó với các vấn đề khác nhau của biển Aral được đề xuất trong các năm qua:
- cải thiện chất lượng các kênh tưới tiêu
- xây dựng các nhà máy khử muối
- thu phí nông dân sử dụng nước lấy từ sông
- thay thế các giống bông cần ít nước hơn[9].
- làm chảy băng tuyết trên dãy núi Pamir và đưa nước về biển Aral – giải pháp ngắn hạn với cái giá của hậu quả dài hạn
- hạn chế sử dụng hóa chất trong nghề trồng bông
- xây dựng các đập nước để đưa nước về biển Aral
- dẫn nước từ sông Volga, Ob, Irtysh về. Giải pháp này khôi phục biển Aral chỉ trong 20-30 năm với chi phí 30-50 tỷ đô la Mỹ[10].
- Bơm và khử mặn nước biển từ biển Caspi vào biển Aral thông qua hệ thống đường ống[11]

tháng 1 năm 1994, các nước Kazakhstan, Uzbekistan, Turkmenistan, Tajikistan và Kyrgyzstan đã ký một hiệp ước cam kết dành 1% ngân sách để khôi phục biển Aral. Đến 2006, các dự án khôi phục của Ngân hàng Thế giới dành cho Aral Bắc đã mang lại mực nước dâng hơn dự kiến, mang lại cả niềm tin mong manh mà trước đó chỉ là bức tranh tuyệt vọng.

## Cơ sở sản xuất, thử nghiệm vũ khí sinh học trên đảo giữa biển Aral
Năm 1948, phòng thí nghiệm vũ khí sinh học tối mật của Liên Xô đã được xây dựng trên hòn đảo giữa biển Aral (ngày nay là vùng tranh chấp giữa Kazakhstan và Uzbekistan). Nguồn gốc, chức năng, và tình trạng của phòng thí nghiệm này vẫn chưa được tiết lộ. Cơ sở này bị bỏ năm 1992 sau sự chia cắt quân đội Liên Xô. Các nhà khảo sát (bao gồm cả người Mỹ) đã chứng minh rằng đây là cơ sở sản xuất, thử nghiệm và chôn vùi vũ khí sinh học. Năm 2002, qua một dự án tổ chức bởi Hoa Kỳ có sự hỗ trợ của Uzbekistan, 10 điểm chôn hóa chất bệnh than đã được khử độc. Theo nguồn của Trung tâm khoa học Kazakhstan về kiểm dịch và lây nhiễm động vật, toàn bộ các điểm chôn vi khuẩn bệnh than đã được khử độc.

## Hình ảnh

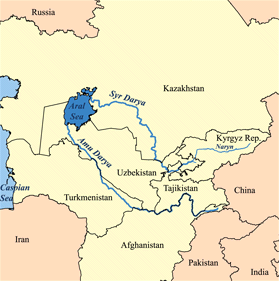
Bản đồ biển Aral khoảng 1960, màu vàng là những quốc gia nhận nước lấy từ các sông đổ về Aral
Quá trình thu hẹp của biển Aral
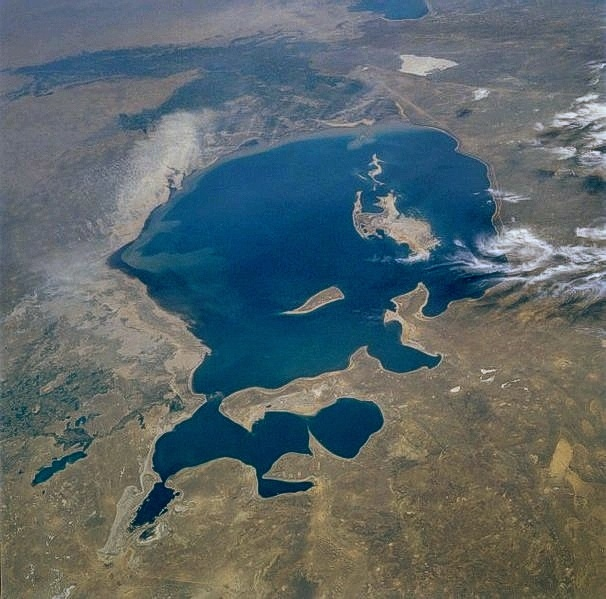
Biển Aral năm 1985
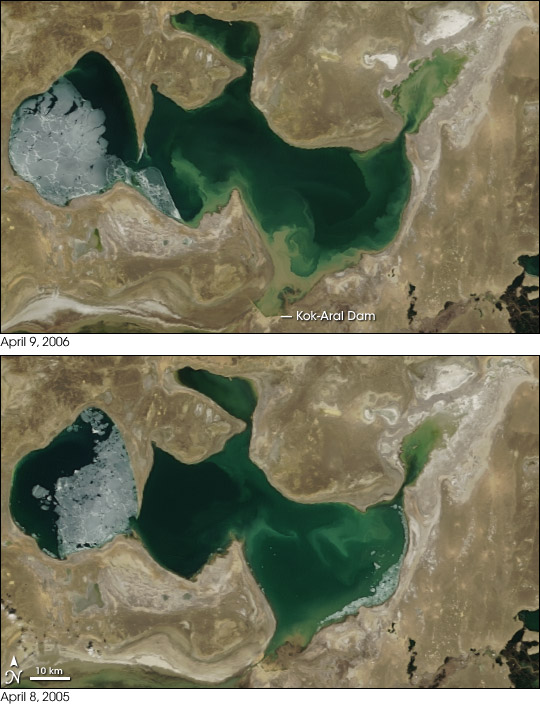
Biển Aral được cải thiện nhờ đập Kokaral, ảnh trên chụp tháng 4/2006, ảnh dưới chụp 04/2005
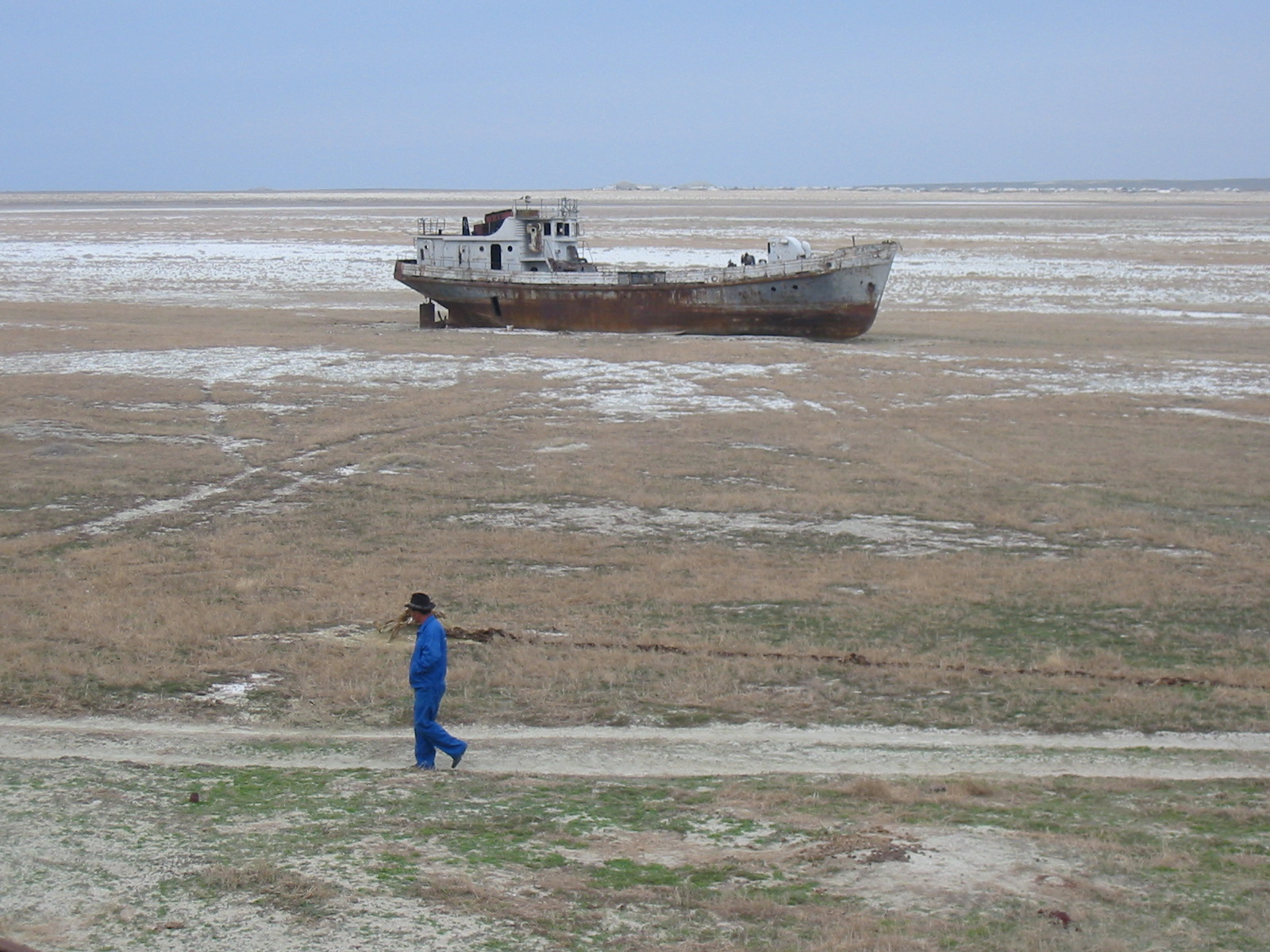
Tàu thuyền mắc cạn trên biển Aral
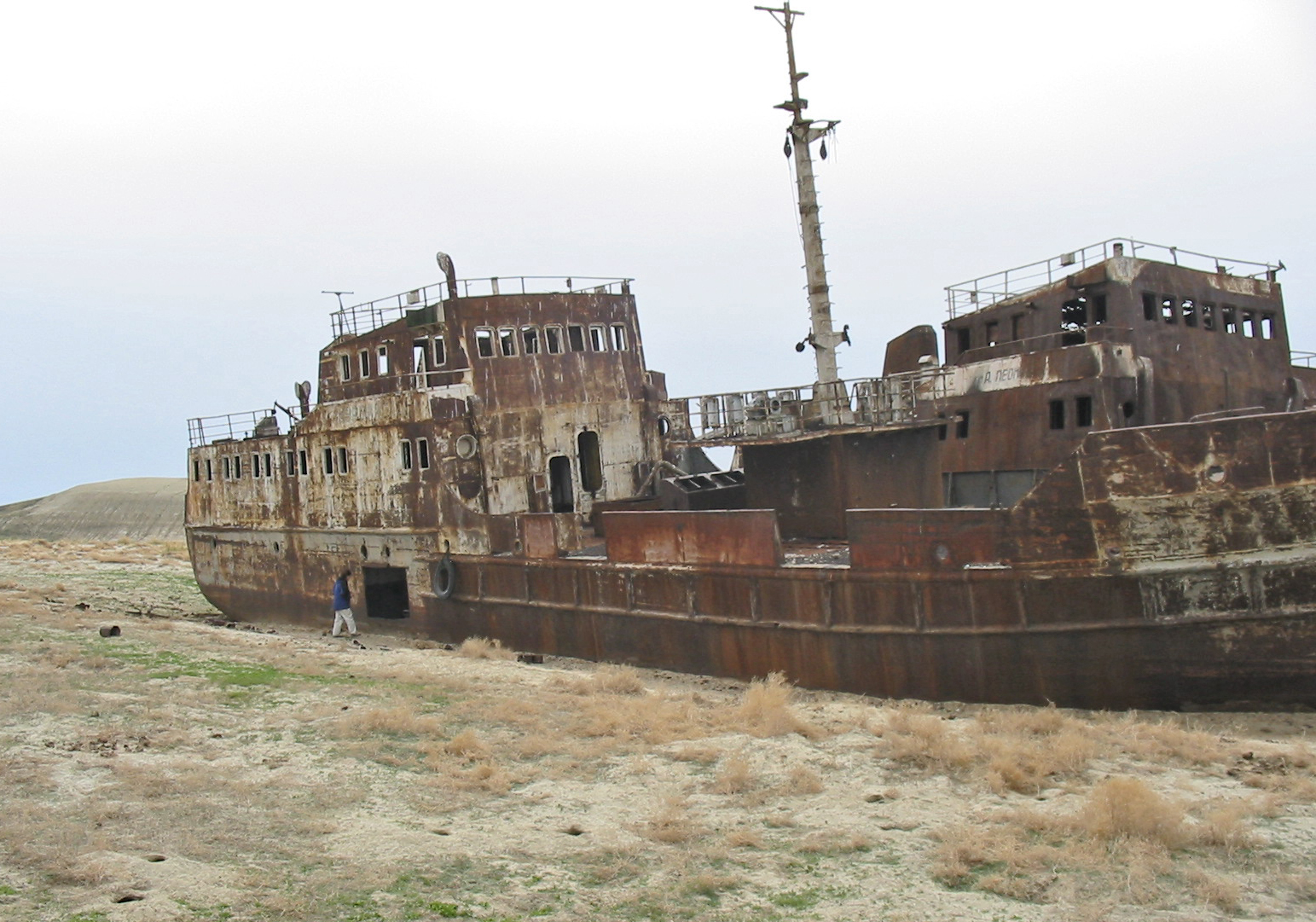
Tàu thuyền mắc cạn trên biển Aral